# Puchar Polski kobiet w piłce nożnej 2006/07, grupa mazowiecka
Puchar Polski kobiet w piłce nożnej w sezonie 2006/07, grupa: mazowiecka
I runda – 27 września 2006
Klub KS Michałowo miał wolny los, ponieważ klub Mewa Krubin zrezygnował.
MKS 2000 Tuszyn – Kolejarz Łódź 1:4
Fala Szczutowo – SEMP Ursynów 2:0
PKS Praga – UKS Piaseczno – 0:3
Półfinały – 28 października 2006
Fala Szczutowo – UKS Piaseczno 0:3
Kolejarz Łódź – KS Michałowo 3:0- walkower
Klub KS Michałowo nie dotarł na spotkanie.
Finał – 11 listopada 2006
UKS Piaseczno – Kolejarz Łódź 3:3, po dogrywce, karne: 3:4